# Sarpreet Singh
Sarpreet Singh (Auckland, 1999. február 20. –) indiai és új-zélandi kettős származású labdarúgó, az UD Leiria játékosa.

## Pályafutása

### Korai évei
Az új-zélandi Aucklandben született, Onehunga Sports helyi klubban kezdett nevelkedni, a hosszú távú mentor, a japán Hiroshi Miyazawa kezei alatt. Tíz éves korában képviselte az Aucklandot az ausztrál Futsal bajnokságon. Megnyerte a legjobb játékosa díját, és felkeltette az angol első osztályban szereplő Everton futballcsapat figyelmét. 

### Klubcsapatban
2015. november 15-én debütált a csapatban egy 0–3-as vereséggel, a Canterbury United ellen, később 2016. január 30-án megszerezte ugyan ez csapat ellen az első gólját. 2018. november 25-én játszotta az utolsó mérkőzését 0–3-s Auckland City elleni összecsapáson. 2019. július 1-jén jelentették be, hogy 3 éves megállapodást kötöttek a Bayern München csapatával. A második csapatban számítanak rá. 2020. augusztus 7-én kölcsönbe került az 1. FC Nürnberg klubjához. 2021. július 6-án jelentették be, hogy a egy szezonra kölcsönbe kerül a Jahn Regensburg csapatához. 2022. június 27-én további egy évvel meghosszabbították a kölcsön szerződést.
2023. július 5-én háromévre aláírt a Hansa Rostock csapatához. 2024. augusztus 27-én 1+2 évre szóló szerződést írt alá a portugál UD Leiria csapatával.

## Sikerei, díjai

### Klub
- Bayern München
  - 3. Liga: 2019–20

- Bayern München
  - Bundesliga: 2019–20
  - Német kupa: 2019–20

### Válogatott
- Új-zéland U17
  - U17-es OFC-bajnokság: 2015

- Új-zéland U20
  - U20-as OFC-bajnokság: 2016